# Conus leobrerai
Conus leobrerai é uma espécie de gastrópode do gênero Conus, pertencente à família Conidae.

## Distribuição
Essa espécie é encontrada nas Filipinas.
Pertencente ao habitat marinho, ocorre em profundidades entre 180 e 250 m, onde vive em areias profundas e/ou lama.